# Ceratobuliminoides
Ceratobuliminoides es un género de foraminífero bentónico de la subfamilia Ceratobulimininae, de la familia Ceratobuliminidae, de la superfamilia Ceratobuliminoidea, del suborden Robertinina y del orden Robertinida. Su especie tipo es Ceratobuliminoides bassensis. Su rango cronoestratigráfico abarca el Holoceno.

## Clasificación
Ceratobuliminoides incluye a la siguiente especie:
- Ceratobuliminoides bassensis